# Bernhard Parisius

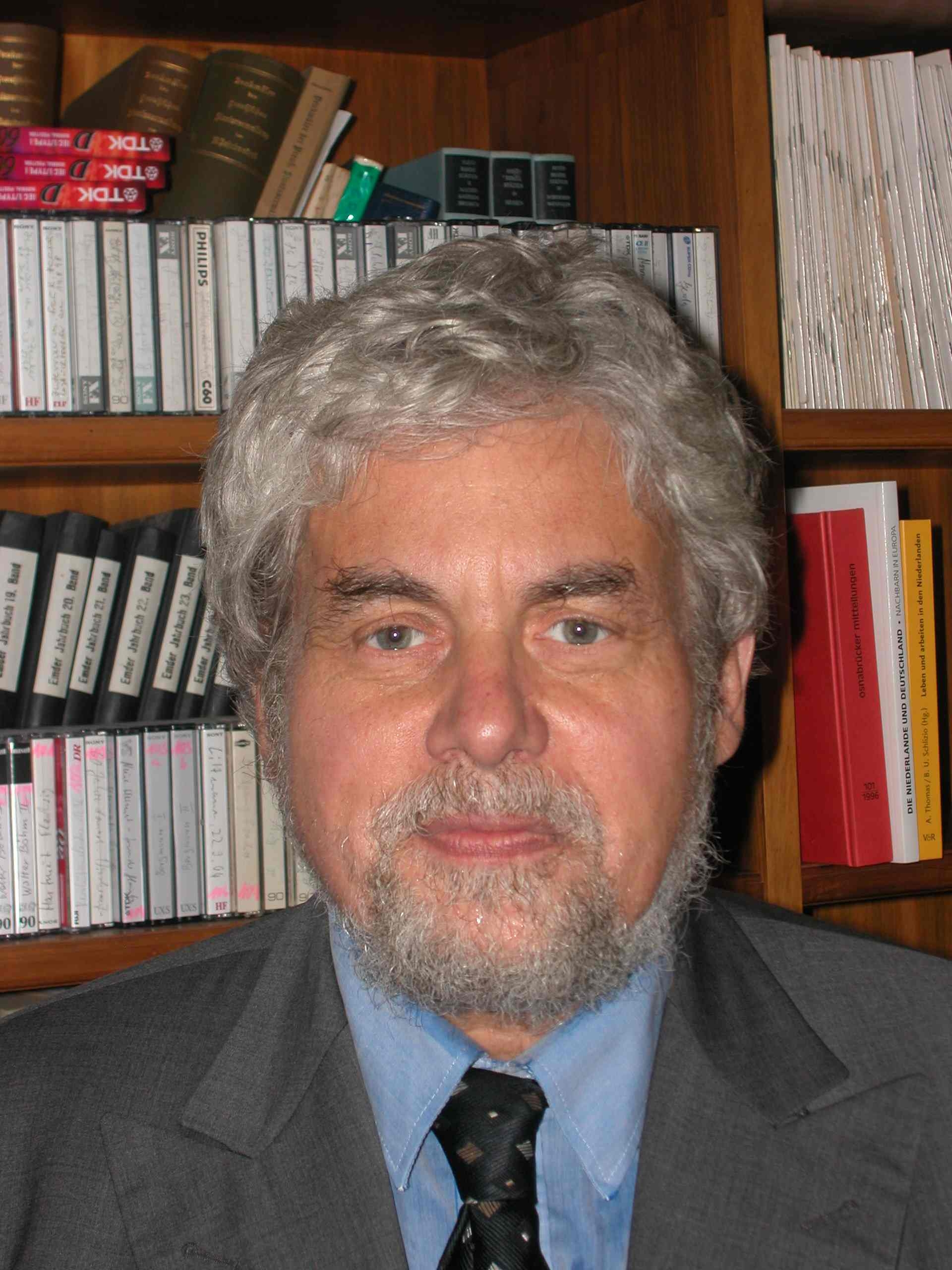
Bernhard Parisius, Leiter des Niedersächsischen Landesarchivs am Standort Aurich (2015)

Bernhard Parisius (* 7. Juni 1950 in Oldenburg; † 2. Oktober 2023 in Münster) war ein deutscher Historiker und Archivar.

## Leben und Wirken
Bernhard Parisius studierte Geschichte, Germanistik und Sozialwissenschaften an der Georg-August-Universität in Göttingen, wo er 1982 mit einer von Helga Grebing betreuten Studie über die Arbeiterbewegung im Herzogtum Oldenburg promoviert wurde. Während der Arbeit an der Dissertation wirkte er an der Arbeitsstelle Göttingen zur Erforschung der Geschichte der Arbeiterbewegung in Niedersachsen nach 1945, war Stipendiat im Leibniz-Institut für Europäische Geschichte in Mainz und von 1980 bis 1982 wissenschaftlicher Mitarbeiter an der Universität Essen im von Lutz Niethammer geleiteten Forschungsprojekt „Lebensgeschichte und Sozialkultur im Ruhrgebiet 1930–1960“. 1982 wechselte er als wissenschaftlicher Mitarbeiter zum Lehrgebiet Neuere Geschichte an der Fernuniversität in Hagen (Lehrstuhl Niethammer).

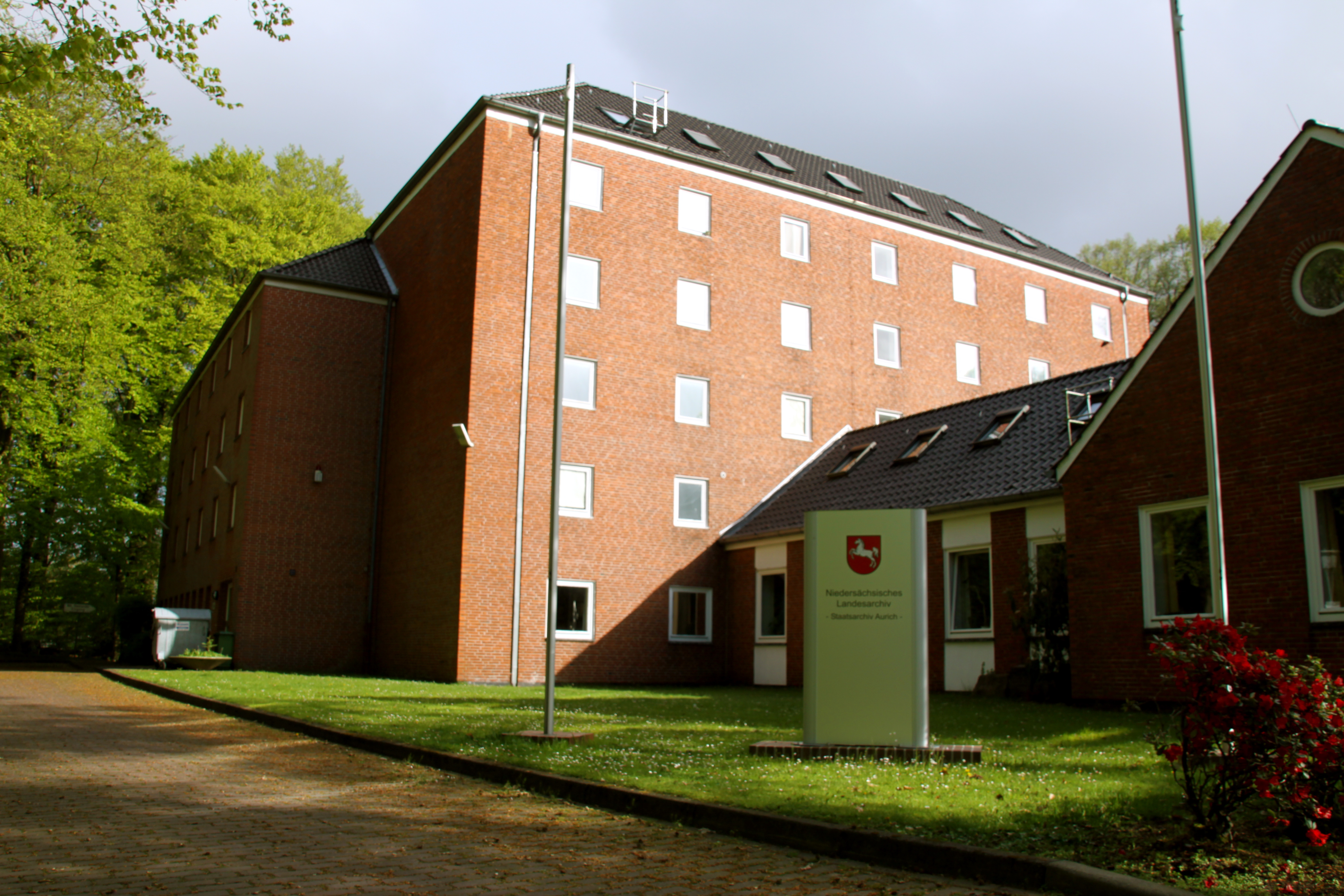
Die Abteilung Aurich des Niedersächsischen Landesarchivs

1984 wurde Parisius Archivreferendar am Staatsarchiv Münster (heute: Landesarchiv Nordrhein-Westfalen Abteilung Westfalen), anschließend Referent am Hessischen Hauptstaatsarchiv in Wiesbaden, 1993 stellvertretender Leiter des Staatsarchivs Osnabrück und 1995 Leiter des Staatsarchivs Aurich (heute: Niedersächsisches Landesarchiv Abteilung Aurich). Seit 1996 lehrte er an der Carl von Ossietzky Universität Oldenburg, wo er 2002 im Fachgebiet Neuere Geschichte habilitiert und zum Privatdozenten ernannt wurde. 2007 folgte die Ernennung zum Honorarprofessor.
Parisius war wissenschaftlicher Leiter der „Gnadenkirche Tidofeld – Dokumentationsstätte zur Aufnahme von Flüchtlingen und Vertriebenen in Niedersachsen und Nordwestdeutschland“ und wissenschaftlicher Berater der „Stiftung Wirtschaftsarchiv Nord-West-Niedersachsen“ in Emden.
Seine Forschungsschwerpunkte lagen auf der Geschichte Ostfrieslands und der Sozial- und Migrationsgeschichte, vor allem Niedersachsens, Hessens und Nordrhein-Westfalens.
Bernhard Parisius leitete bis 2015 die Redaktion des Emder Jahrbuchs für historische Landeskunde Ostfrieslands und ist Mitherausgeber der beiden, gemeinsam mit der Ostfriesischen Landschaft herausgegebenen Reihen „Abhandlungen und Forschungen zur ostfriesischen Geschichte“ und „Quellen zur Geschichte Ostfrieslands“. Er hat als Archivleiter – oft in enger Kooperation mit der Ostfriesischen Landschaft – ein regionales Netzwerk geknüpft, das kulturelle Institutionen, kommunale und wirtschaftliche Einrichtungen einschließt. So hat er gemeinsam mit der Ostfriesischen Landschaft jährlich stattfindende Veranstaltungen zur ostfriesischen Geschichte ins Leben gerufen, unter anderem eine Vortragsreihe, den Tag der Ostfriesischen Geschichte und den Schülerpreis für Ostfriesische Geschichte und Kultur. Wichtige von ihm (mit)initiierte und betreute Forschungs- und Erschließungsprojekte sind die Datenbanken „Widerstand und Verfolgung in Ostfriesland in der NS-Zeit“ und „Inventar zur Wirtschaftsgeschichte Ostfrieslands, des nördlichen Emslandes und der Provinz Groningen im 19. und 20. Jahrhundert“, die Historische Ortsdatenbank Ostfriesland sowie das „Digitale Urkundenbuch Groningen, Drenthe und Ostfriesland.“
Parisius war Mitglied des Ausschusses der Historischen Kommission für Niedersachsen und Bremen. 
Am 15. Oktober 2015 wurde Bernhard Parisius im Rahmen einer Feierstunde in Aurich in den Ruhestand verabschiedet. Sein Nachfolger als Archivleiter wurde 2016 Michael Hermann.

## Schriften

### Monographien
- „Vom Groll der kleinen Leute“ zum Programm der kleinen Schritte. Arbeiterbewegung im Herzogtum Oldenburg 1840–90. (= Oldenburger Studien 27). Oldenburg 1985, ISBN 3-87358-235-X. (zugleich Dissertation an der Georg-August-Universität Göttingen).
- Lebenswege im Revier. Erlebnisse und Erfahrungen zwischen Jahrhundertwende und Kohlenkrise – erzählt von Frauen und Männern aus Borbeck. 2. Auflage. Essen 1985, ISBN 3-922750-03-6.
- Viele suchten sich ihre neue Heimat selbst. Flüchtlinge und Vertriebene im westlichen Niedersachsen. 2. Auflage. Aurich 2004, ISBN 3-932206-42-8. (zugleich Habilitation an der Carl von Ossietzky Universität Oldenburg).

### Herausgeberschaften
- „... der Demokratie entgegengehen.“ Die Sitzungsprotokolle des Beratenden Landesausschusses von Groß-Hessen im Jahr 1946, hrsg. und bearb. von Bernhard Parisius und Jutta Scholl (= Vorgeschichte und Geschichte des Parlamentarismus in Hessen. Bd. 11), Wiesbaden 1999, ISBN 3-930221-05-5.
- mit Manfred Pult: Quellen zur Integration der Flüchtlinge und Vertriebenen in Hessen. Ein Inventar des Schriftguts in hessischen Staats-, Kommunal-, Kirchen- und Wirtschaftsarchiven von 1945 bis 1975. (= Forschungen zur Integration der Flüchtlinge und Vertriebenen in Hessen nach 1945. Bd. 1). Wiesbaden 1992, ISBN 3-922244-87-4.
- mit Klaus J. Bade und Hans Bernd Meier: Zeitzeugen im Interview. Flüchtlinge und Vertriebene im Raum Osnabrück nach 1945. Osnabrück 1997, ISBN 3-930595-63-X.

### Broschüren und Kataloge
- mit Franz-Josef Brüggemeier, Ingrid Klare, Lutz Niethammer: Ergebnisse einer Erhebung über Bestände und laufende Projekte zur oral history in der Bundesrepublik Deutschland. Hagen 1983, OCLC 603952307.
- mit Markus Müller-Henning: Vom Neubürger zum Mitbürger. Die Aufnahme der Vertriebenen in Wiesbaden und Hessen. Eine Ausstellung der hessischen Hauptstaatsarchivs. Wiesbaden 1992, OCLC 243738543.